# Débi
Débi ist ein Dorf in der Stadtgemeinde Aguié in Niger.

## Geographie

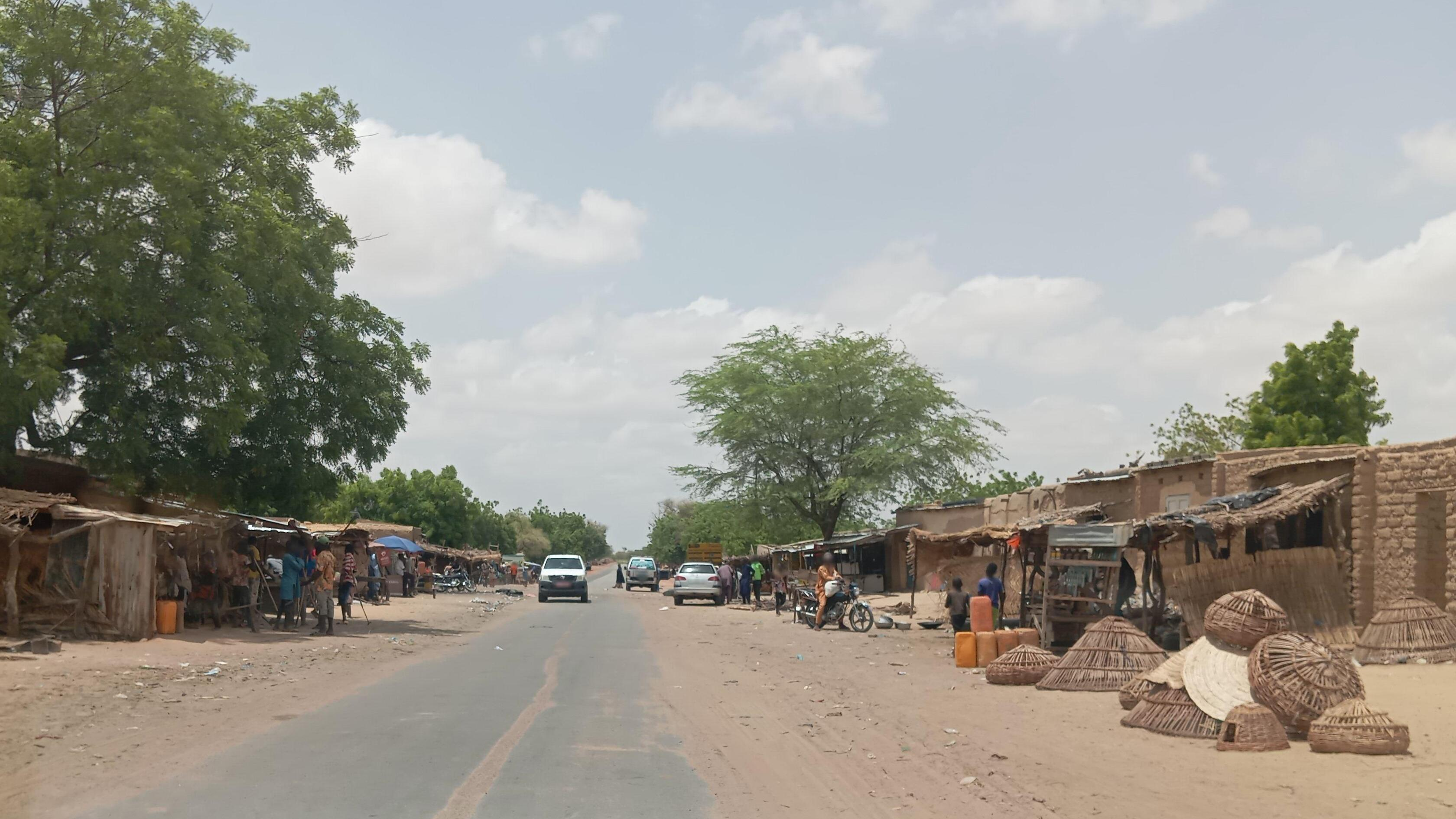
Straßenmarkt in Débi (2024)

Das von einem traditionellen Ortsvorsteher (chef traditionnel) geleitete Dorf befindet sich rund 18 Kilometer westlich des urbanen Zentrums von Aguié, der Hauptstadt des gleichnamigen Departements Aguié, das zur Region Maradi gehört. Weitere Siedlungen in der Umgebung von Débi sind Dan Bouzou im Nordwesten, Naki Karfi im Nordosten, Guidan Tangno im Südosten, Magami im Südwesten und Tchadoua im Westen. Débi liegt auf einer Höhe von 413 m.
Das Dorf ist Teil der Übergangszone zwischen Sahel und Sudan. Die durchschnittliche jährliche Niederschlagsmenge beträgt hier zwischen 400 und 500 mm.

## Bevölkerung
Bei der Volkszählung 2012 hatte Débi 2281 Einwohner, die in 222 Haushalten lebten. Bei der Volkszählung 2001 betrug die Einwohnerzahl 1934 in 246 Haushalten und bei der Volkszählung 1988 belief sich die Einwohnerzahl auf 2372 in 321 Haushalten.
Die Bevölkerungsdichte in diesem Gebiet ist für nigrische Verhältnisse hoch.

## Wirtschaft und Infrastruktur

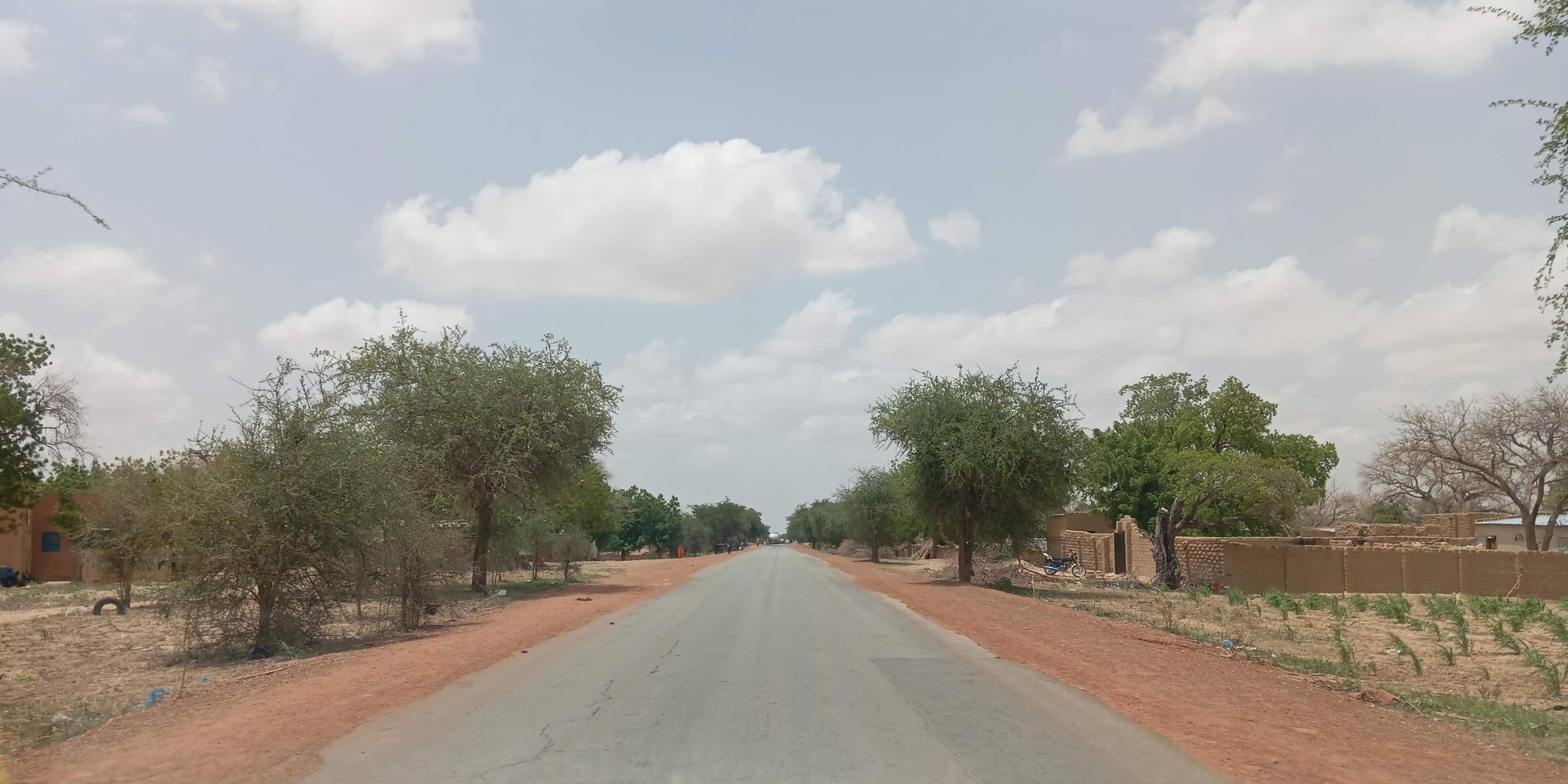
Nationalstraße 1 in Débi (2024)

Das Gebiet der Ebenen im südlichen Teil der Region Maradi, in dem Débi liegt, ist von einer anhaltenden Degradation der ackerbaulichen Flächen gekennzeichnet, die mit der hohen Bevölkerungsdichte in Zusammenhang steht. Im Dorf wird ein Wochenmarkt abgehalten. Der Markttag ist Samstag. Der Markt wurde nach 1960, dem Jahr der staatlichen Unabhängigkeit Nigers, etabliert. Es wird Hirse angebaut. Eine Getreidebank wurde in den 1980er Jahren eingerichtet.
In Débi ist ein Gesundheitszentrum des Typs Centre de Santé Intégré (CSI) vorhanden. Es gibt eine Schule im Ort. Die asphaltierte Nationalstraße 1, die längste Fernstraße Nigers, führt durch das Dorf.